# Batalla de la serralada de Bullones
La batalla de la Serralada de Bullones fou el primer gran combat de la guerra d'Àfrica entre Espanya i el Marroc.
La batalla es va lliurar el 9 de desembre de 1859 quan les forces marroquines de Muley Abbas van atacar a la brigada Angulo que ocupava les posicions avançades espanyoles a la rodalia de Ceuta. El general Juan Zavala de la Puente, comandant de la segona divisió espanyola, el va anar a auxiliar, i amb càrregues de baioneta va aconseguir rebutjar als atacants.